# Litlaflågo
Litlaflågo est une île dans le landskap Sunnhordland du comté de Vestland. Elle appartient administrativement à Øygarden.

## Géographie
Rocheuse et couverte d'une légère végétation, elle s'étend sur environ 404 m de longueur pour une largeur approximative de 213 m. Elle compte trois habitations. Une passerelle la relie au sud à Flatholmen et une autre au nord à Linevika.